# Kwatakama
De kwatakama (Parkia pendula) is een boomsoort die voorkomt in midden-Amerika, van Nicaragua tot Peru en Brazilië. In Brazilië komt de boom voor in de staten Pará, Amazonas, Acre, Mato Grosso, Rondônia en Maranhão. De soort staat op de Rode Lijst van de IUCN geklasseerd als 'niet bedreigd'.

## Beschrijving
Het is een zeer opvallende hoge boom met grote plankwortels en een schermvormige kruin. De bladeren zijn gevind en een groot blad heeft 20 paren vinnen. Iedere vin draagt weer vele paren smalle en slechts 4 mm lange vinnetjes. De bloeiwijze bestaat uit een 1,5 meter lange steel waaraan een knotsvormige bloem van 4 cm in doorsnede hangt. De vrucht is een peul van 20 cm lang en 2,5 cm breed.
De boom wordt 20-40 meter hoog en de rechte stam kan tot 11 meter hoogte zonder takken zijn.
Het hout is witachtig, zacht en licht maar sterk genoeg om voor kisten en binnenbetimmeringen gebruikt te worden.

## Belang voor de mens
Parkia pendula wordt vooral in Brazilië aangeplant om redenen van landschapsarchitectuur en herbebossing. De boom groeit snel en heeft ook economische waarde.

## Beeldgalerij

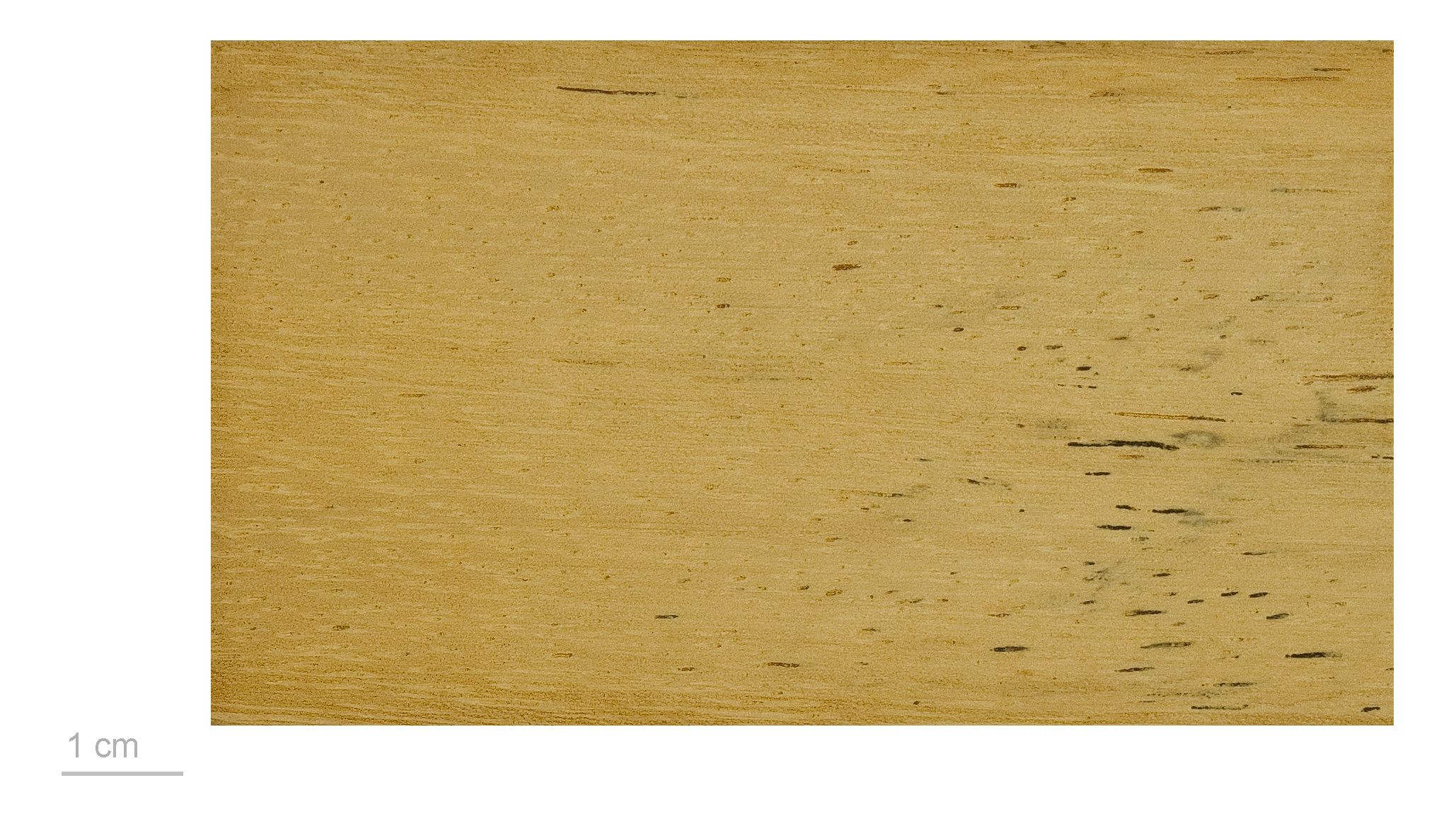
Het hout
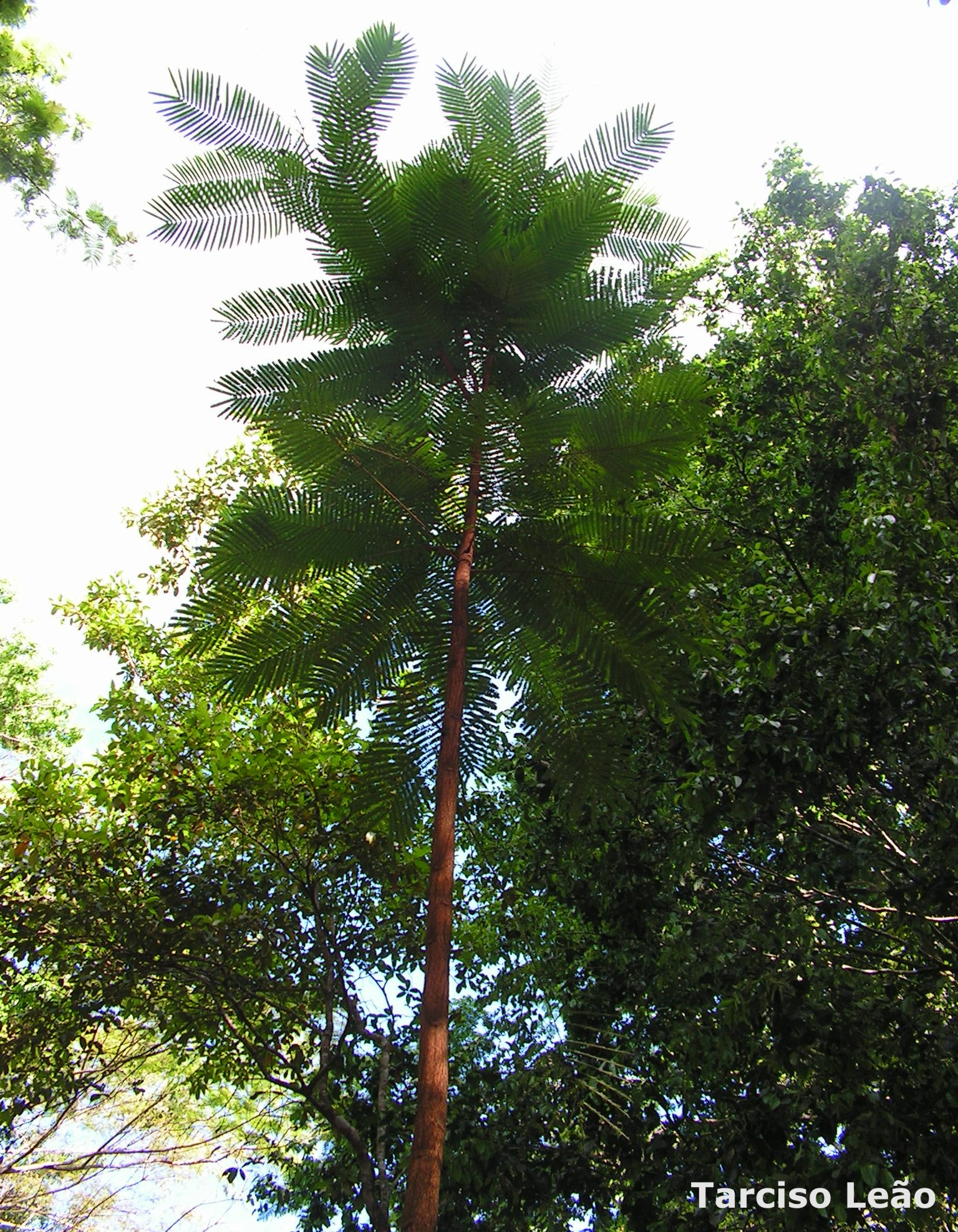
De boom
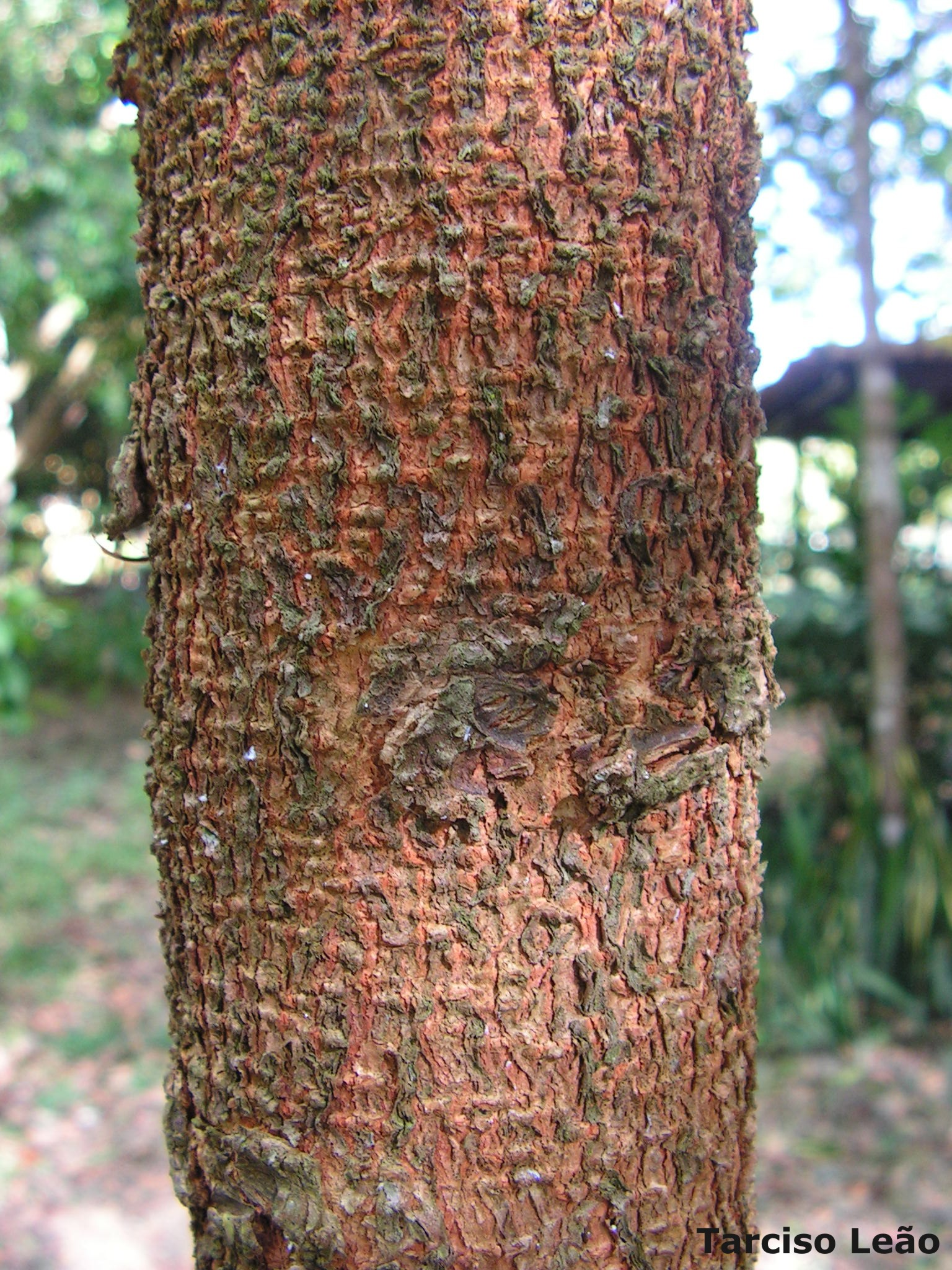
De stam
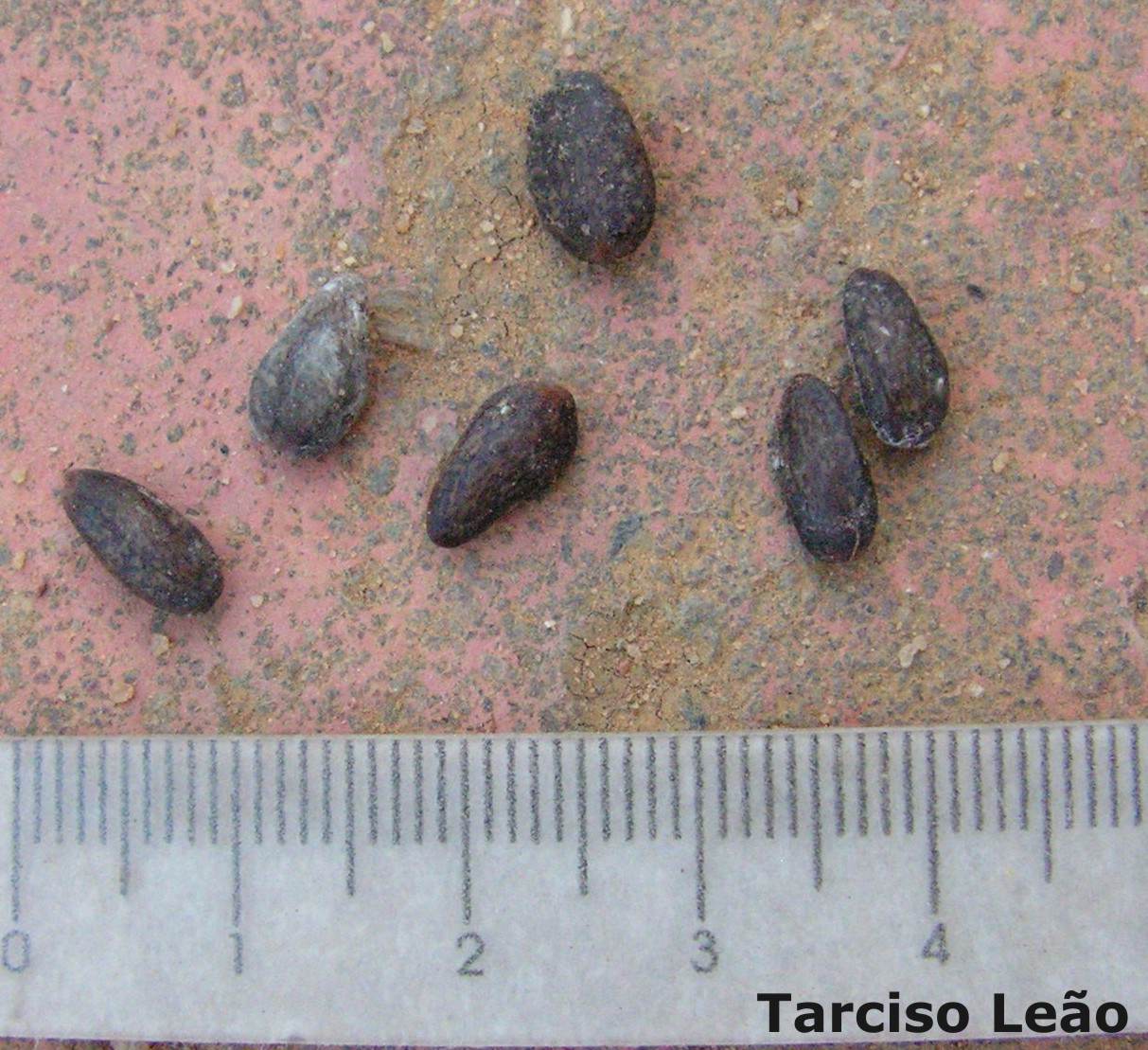
De zaden